# بوروتو: الأجيال القادمة من ناروتو
بوروتو: الأجيال القادمة من ناروتو (BORUTO-ボルト- NARUTO NEXT GENERATIONS) هي سلسلة مانغا من تأليف أوكيو كوداتشي ورسم ميكيو إيكيموتو تحت إشراف ماساشي كيشيموتو.
```
تتمحور حول بوروتو أوزوماكي، ابن الهوكاجي السابع 
ناروتو أوزوماكي
، الذي يباشر تدريبه على يد 
ساسكي أوتشيها
 ويبدأ مغامراته الخاصة مع أصدقائه.
```

تشهد قرية الورق (كونوها) على عصر من السلام والحداثة، مباني شاهقة وشاشات كبيرة وقطار سريع يتحرك باستمرار في أرجاء القرية ليربط ما بين الأحياء. على الرغم من التحديثات مازالت قرية كونوها قرية للشينوبي وأعداد سكانها في ارتفاع.
بوروتو أوزوماكي هو أبن الهوكاغي السابع ناروتو أوزوماكي وقد سجل في أكاديمية النينجا لتعلم أساليب النينجا. وزملائه على استعداد لتجاهله كونه أبن الهوكاغي السابع. ولكن بقوة الهواء يقوم بوروتو باثبات أن معتقداتهم عنه خاطئة.
تبدأ سلسلة من الأحداث الغامضة وعلى بوروتو وأصدقائه تولي أمرها. حكاية بوروتو على وشك أن تبدأ ؟ ترى هل ستكون مغامراته أفضل من التي عاشها والده؟

## الشخصيات
- ناروتو أوزوماكي
- أوتشيها ساسكي
- هيناتا هيوجا
- ساكرا هارونو
- نارا شيكامارو
- هاتاكي كاكاشي
- إينو ياماناكا
- شينو أبورامي
- بوروتو أوزوماكي
- سارادا أوتشيها
- ميتسوكي
- كاتاسكي
- كونوهامارو ساروتوبي
- هيماواري أوزوماكي
- إينوجين ياماناكا
- تشوتشو أكيميتشي
- شيكاداي نارا
- ايوابي يونو
- ميتال لي
- هانابي هيوجا
- اوروتشيمارو
- شينكي
- سوجيتسو هوزوكي
- جارا
- دينكي كامناريمون
- تن تن
- روك لي
- كابوتو ياكوشي
- أوزوماكي كارين
- كاواكي
- موموشيكي أوتسوتسوكي
- كينشيكي أوتسوتسوكي
- أوراشيكي أوتسوتسوكي
- إيشيكي أوتسوتسوكي
- تونيري أوتسوتسوكي
- شيباي أوتسوتسوكي
- بورو
- يودو
- داروي
- شيزوني
- إيدا
- دايمون
- كود
- يوهي كوريناي
- أنكو
- جيغن أوتسوتسوكي
- آمادو
- تسونادي سينجو
- شينو أبورامي

## وصلات خارجية
- بوروتو: الأجيال القادمة من ناروتو على موقع ANN manga (الإنجليزية)